# Cruriraja
Cruriraja ist eine acht Arten umfassende Gattung kleiner Rochen, die im tropischen Atlantik und im Indischen Ozean vorkommt. Sie wird der Familie Gurgesiellidae zugerechnet.

## Merkmale
Cruriraja-Arten werden 30 bis 60 cm lang und haben eine rautenförmige Körperscheibe mit mehr oder weniger geraden Vorderrändern und abgerundeten Hinterrändern. Die Bauchflossen sind tief gespalten, der vordere Abschnitt ist beinartig und besteht aus je drei Segmenten, der hintere Lobus kann mit der Schwanzwurzel zusammengewachsen sein. Wie die Rochen der Familie Anacanthobatidae werden die Cruriraja-Arten wegen dieses beinartig abgesetzten Bauchflossenteils im deutschen als Beinrochen und entsprechend im englischen als „leg skates“ bezeichnet. Cruriraja-Arten haben zwei Rückenflossen, die sich auf dem oberen Ende des Schwanzes befinden. Die Klasper sind klein und spatenförmig. Cruriraja-Arten sind ovipar (eierlegend).

## Arten
- Cruriraja andamanica (Lloyd, 1909)
- Cruriraja atlantis Bigelow & Schroeder, 1948; Typusart
- Cruriraja cadenati Bigelow & Schroeder, 1962
- Cruriraja durbanensis (von Bonde & Swart, 1923)
- Cruriraja hulleyi Aschliman, Ebert & Compagno, 2010
- Cruriraja parcomaculata (von Bonde & Swart, 1923)
- Cruriraja poeyi Bigelow & Schroeder, 1948
- Cruriraja rugosa Bigelow & Schroeder, 1958